# Kolloidales Gold

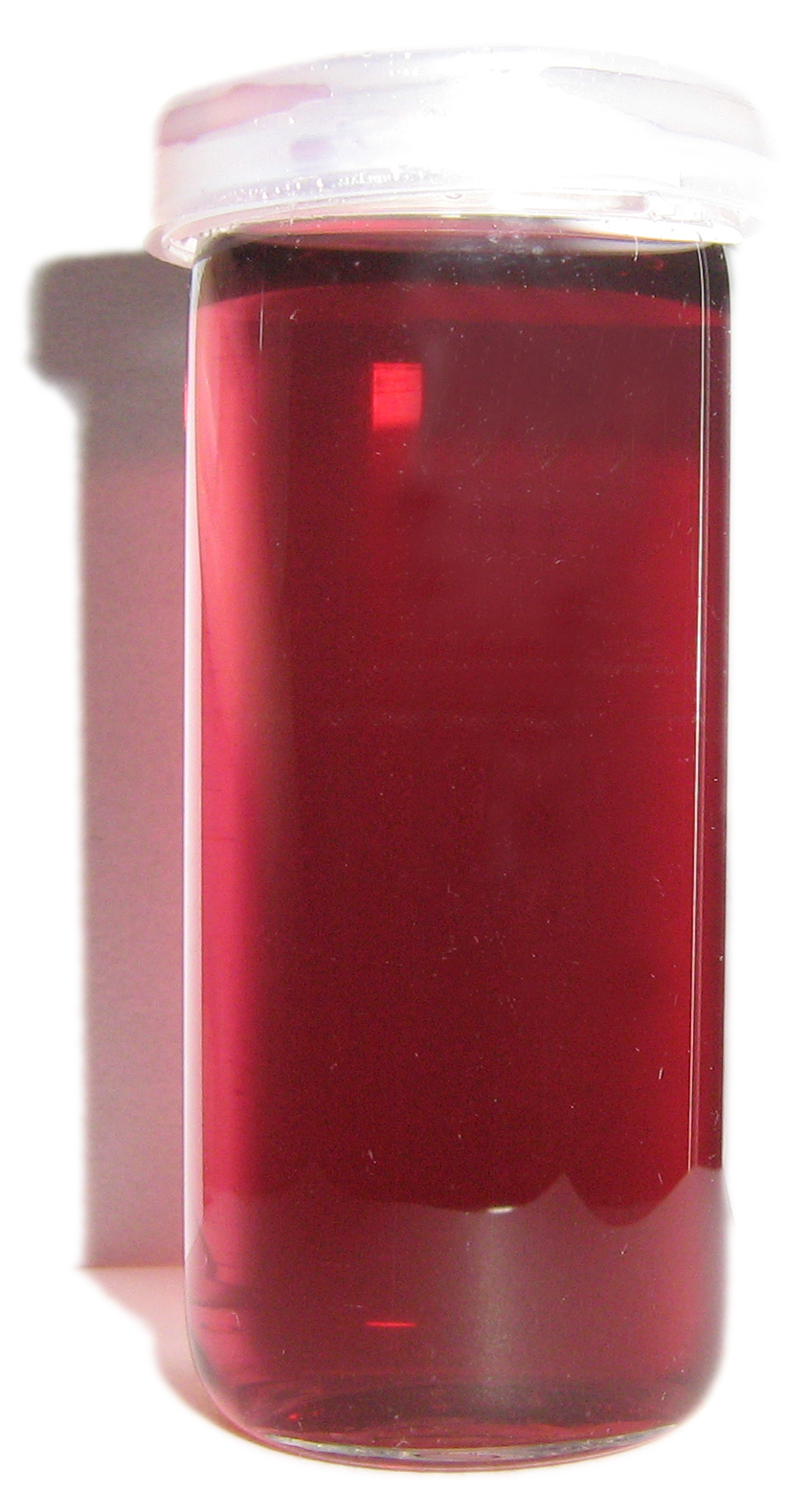
Kolloidale Goldlösung

Als kolloidales Gold bezeichnet man Sole (Kolloide) oder Gele aus winzigen Goldpartikeln mit einem Durchmesser von 2 bis 100 nm. Charakteristisch für kolloidales Gold ist seine tiefrote Farbe, die durch die geringe Goldpartikelgröße zustande kommt.

## Herstellung
Durch Reduktion von Tetrachloridogoldsäure H[AuCl4] in siedender wässriger Lösung mit Citronensäure oder in etherischer Lösung mit weißem Phosphor erhält man instabile Goldkolloide, die leicht koagulieren. Deswegen setzt man ihnen Stabilisatoren zu, zum Beispiel Citrate und/oder Detergenzien wie Tween 20. Aus stabilisierten Solen können Goldkolloide durch Zugabe von Ethanol ausgefällt werden.

## Physikalische Eigenschaften
Bei Goldkolloiden kann die Plasmonenschwingung beobachtet werden: das kollektive Schwingen der Goldelektronen gegen die Goldatomrümpfe. Die Wellenlänge des dabei absorbierten Lichtes hängt von Partikelgröße und Partikeldichte ab: Je größer und dichter beieinander die Partikel sind, desto größer ist die absorbierte Wellenlänge. Dabei ist die Dichte entscheidend, da es zu induzierter Dipolwechselwirkung zwischen den Goldpartikeln kommen kann. Deswegen sind Goldkolloide wesentlich farbiger als ein kompakter Goldbarren.

## Verwendung
Goldkolloide werden zur Rotfärbung von Gläsern verwendet, aggregierte Goldkolloide vergolden Porzellan und Gläser.
In der Biochemie dient kolloidales Gold zum Markieren von Proteinen, zum Beispiel zum direkten Färben von Western Blots. Vorteil der Färbung ist ihre hohe Sensitivität und einfache Durchführung. Nachteilig ist, dass eine anschließende Immundetektion nicht möglich ist und die Färbung nur unter recht harschen Bedingungen entfernt (unsichtbar gemacht) werden kann. Weiterhin werden goldmarkierte Antikörper häufig bei Schnelltests eingesetzt. Außerdem können goldmarkierte Antikörper als Immungoldfärbung in der Elektronenmikroskopie verwendet werden, z. B. für die Rasterelektronenmikroskopie (SEM), Feldemissionselektronenmikroskopie (FESEM) und Transmissionselektronenmikroskopie (TEM). Antikörpermarkierte Bereiche der Probe fallen durch die elektronendichten Goldpartikel auf. Kolloidales Gold wird als ein Trägermaterial der Genkanone verwendet.
Die optischen und elektronischen Eigenschaften von kolloidalem Gold versprechen große Fortschritte in der Mikroelektronik und Mikrosensorik.